# Stanisław Ciechanowski
Stanisław Jan Ciechanowski herbu Skarbień (ur. 15 listopada 1845 w Warszawie, zm. 15 stycznia 1927 tamże) – polski prawnik, przedsiębiorca, działacz gospodarczy i społeczny.

## Życiorys
Po ukończeniu Szkoły Głównej w Warszawie kontynuował studia prawnicze w Paryżu.
Po powrocie do kraju osiadł w rodzinnym Grodźcu, mieszkał w pałacu Ciechanowskich i pracował tam do końca życia. Prowadząc poszukiwania górnicze odkrył w Grodźcu duże pokłady węgla.
Po śmierci ojca przejął należący do niego majątek w Grodźcu, w szczególności Cementownię Grodziec, która zawdzięcza Stanisławowi Ciechanowskiemu swój wielki rozwój (cementownia ta, uruchomiona w 1857 była pierwszą cementownią na ziemiach polskich i piątą na świecie). Doprowadził do wydzierżawienia, a następnie sprzedaży cementowni belgijskiemu koncernowi Solvay. W 1894 uruchomił drugą w Grodźcu kopalnię węgla kamiennego "Maria" (6 szybów), która działała do 1938, zmieniając w 1923 nazwę na „Grodziec I” (była też nazywana  „Solvay”).
Od momentu powstania w 1899 do końca życia był prezesem rady zarządzającej Grodzieckiego Towarzystwa Kopalń Węgla i Zakładów Przemysłowych.
Był działaczem społecznym. W 1903 założył i zaczął wydawać „Przegląd Górniczo-Hutniczy” poświęcony rozwojowi przemysłu górniczego i hutniczego, który był zwalczany przez władze carskie. Od 1905 był protektorem nowo budowanej szkoły w Grodźcu (budowanej przez Antoniego Chlebowskiego, ojca Zygmunta Chlebowskiego i dziada Cezarego Chlebowskiego), od 1905 do 1918 sprawował funkcję sędziego gminnego, po raz pierwszy wprowadził do sądów gminnych język polski, w którym pisane były wyroki, również w czasie okupacji niemieckiej podczas I wojny światowej.
Był założycielem i prezesem Kółka Rolniczego w Grodźcu.

## Życie prywatne
Był synem Jana Jakuba Ciechanowskiego (1796–1884) herbu Skarbień, „Referendarza Stanu, Sekretarza Generalnego Komisji Rządowej Przychodów i Skarbu” oraz Pauliny Marianny Klary Jasińskiej (1811–?). Ożenił się w 1885 z Marią Garbińską (1863–1953), wnuczką Kajetana Garbińskiego, która również działała społecznie. Jej imieniem Stanisław Ciechanowski nazwał uruchomioną przez niego jedną z grodzieckich kopalń.
Dziećmi Stanisława Ciechanowskiego byli m.in.:
- Jan Maria Włodzimierz Ciechanowski (1887–1973) – ambasador RP w USA w okresie II wojny światowej
- Stanisław Ciechanowski (1913–1992) – bankowiec, harcmistrz[3].